# Pelle Lindbergh
Göran Per-Eric Lindbergh, detto Pelle (Stoccolma, 24 maggio 1959 – Somerdale, 11 novembre 1985), è stato un hockeista su ghiaccio svedese.

## Biografia
Nel corso della sua carriera ha giocato con Hammarby IF (1977-1979), AIK Ishockey (1978-1980), Maine Mariners (1980-1982), Philadelphia Flyers (1981-1984, 1984-1985) e Springfield Indians (1983-84).
Con la rappresentativa nazionale svedese ha conquistato un medaglia di bronzo ai Giochi olimpici invernali 1980 svoltisi a Lake Placid e una medaglia di bronzo ai mondiali 1979. Ha anche preso parte ai mondiali 1983 e alla Canada Cup 1981.
Nel 1981 ha vinto l'Harry "Hap" Holmes Memorial Award in condivisione con Robbie Moore. Nello stesso anno ha ottenuto anche il Dudley "Red" Garrett Memorial Award ed il Les Cunningham Award. Nel 1985 ha vinto il Vezina Trophy.
È morto a 26 anni a causa di un incidente stradale in New Jersey.